# Беліков Валерій Олександрович
Вале́рій Олекса́ндрович Бе́ліков (рос. Бе́ликов Вале́рий Алекса́ндрович; 19 липня 1925, Морозовськ — 12 листопада 1987, Вюнсдорф) — радянський військовий діяч, генерал армії, депутат Верховної Ради СРСР 10—11-го скликань. Член ЦК КПУ в 1981—1987 р. Кандидат у члени ЦК КПРС у 1986—1987 р.

## Біографія
Народився 19 липня 1925 року в місті Морозовську Морозовського району Ростовської області. Трудову діяльність розпочав у 1941 році на будівництві оборонних споруд в місті Біла Калитва Ростовської області.
На військовій службі в Червоній армії з 1942 року. Під час радянсько-німецької війни з липня 1942 по липень 1944 року в діючій армії: стрілець, автоматник, командир відділення і помічник командира взводу, брав участь у боях на Південному, Закавказькому, 3-му і 4-му Українському фронтах.
У 1945 році закінчив Сталінградське танкове училище. З грудня 1945 року командир танка, в 1946—1950 роках — командував танковим взводом, потім служив помічником начальника штабу окремого танкового батальйону, а з січня 1951 року — батальйону САУ.
Член ВКП(б) з 1949 року.
У березні 1951 — червні 1952 року — ад'ютант командування Головного бронетанкового управління Радянської Армії. З 1952 року навчався у Військовій академії бронетанкових військ.
У 1956 році закінчив Військову академію бронетанкових військ, у 1968 році — Військову академію Генштабу, в 1973 і 1982 роках — Вищі академічні курси при цій академії.
З березня 1956 року — заступник командира, з листопада 1958 року — командир танкового батальйону. У 1960—1962 роках — заступник командира танкового полку по політчастині, а з листопада 1962 року — командир танкового полку.
У 1965—1966 роках — заступник командира танкової дивізії. З липня 1968 року — командир танкової дивізії. З грудня 1971 року — перший заступник, з серпня 1972 року — командувач армії, з травня 1974 року — перший заступник командувача військ Одеського військового округу.
З травня 1976 року — командувач військ Північно-Кавказького військового округу.
З вересня 1979 року — командувач військ Червонопрапорного Прикарпатського військового округу.
З липня 1986 року — головнокомандувач Групи радянських військ у Німеччині.

Могила В. О. Белікова

Помер 12 листопада 1987 року в Вюнсдорфі, за 30 кілометрів від Берліна. Похований у Києві на Міському кладовищі «Берківці».

## Нагороди
Нагороджений двома орденами Леніна, орденами Жовтневої Революції, Вітчизняної війни 1-го ступеня, «За службу Батьківщині у ЗС СРСР» 3-го ступеня, медалями, іноземними орденами і медалями.